# Fruela II
Fruela II van Asturië en León (ca. 875 - 925) erfde als jongste zoon het koninkrijk Asturië toen zijn vader Alfons III in 910 stierf. Zijn twee oudere broers, Ordoño II en García I erfden respectievelijk het koninkrijk Galicië en het koninkrijk León. Als koning van Asturië had Fruela II de taak om de graven onder de duim te houden en de grenzen van zijn rijk te bewaken.
Jimena Garcés, dochter van García Íñiguez, was Fruela's moeder en hijzelf trouwde eerst met een Baskische uit Navarra, niet behorend tot de Íñiguez-dynastie, maar tot de Jiménez-dynastie. In 911 hertrouwde hij met Nomilia Ximenes (Nunilo Jimena), Nunila of Nunilona genoemd, dochter van Jimeno Garcés de Navarra eveneens van de Jiménez-dynastie.
Fruela onderhield goede relaties met zijn broer Ordoño die de hegemonie bezat. Ze werkten samen in de Reconquista en Fruela ondertekende Ordoño's diploma's met Froila rex en zijn derde vrouw als Urraca regina. Volgens Ibn Khaldun was Urraca de dochter van een Banu Qasi gouverneur van Tudela. Ze trouwden in 917.
Zijn kinderen waren:
- Ordoño (-932)
- Alfons, titelvoerend koning van Froilaz
- Ramiro (-932)
- Eudo
- Fortis, abdis in Lugo
- Urraca, gehuwd met Aznar Purceliz.

## León
Hij besteeg de troon van het Koninkrijk León in 924 bij de dood van Ordoño, waarbij hij de rechten op troonopvolging van diens kinderen ontnam.
Hij was een weinig populaire koning en hij stierf aan lepra een jaar nadat hij de heerschappij over León had veroverd. Zijn dood veroorzaakte een geschil tussen zijn zoon Alfons Froilaz en de zonen van Ordoño, waarbij de eerste het onderspit dolf.

## Voorouders
| Voorouders van Fruela II van León (875-925) | Voorouders van Fruela II van León (875-925)                     | Voorouders van Fruela II van León (875-925)                     | Voorouders van Fruela II van León (875-925)                     | Voorouders van Fruela II van León (875-925)                     | Voorouders van Fruela II van León (875-925)                     | Voorouders van Fruela II van León (875-925)                     | Voorouders van Fruela II van León (875-925)                     | Voorouders van Fruela II van León (875-925)                     |                                            |
| ------------------------------------------- | --------------------------------------------------------------- | --------------------------------------------------------------- | --------------------------------------------------------------- | --------------------------------------------------------------- | --------------------------------------------------------------- | --------------------------------------------------------------- | --------------------------------------------------------------- | --------------------------------------------------------------- | ------------------------------------------ |
| Overgrootouders                             | Ramiro I van Asturië (790-850) ∞ Urraca (-)                     | Ramiro I van Asturië (790-850) ∞ Urraca (-)                     | ? (-) ∞ ? (-)                                                   | ? (-) ∞ ? (-)                                                   | Ínigo Íñiguez Arista (781-852) ∞ Oneca Velázguez (-)            | Ínigo Íñiguez Arista (781-852) ∞ Oneca Velázguez (-)            | ? (-) ∞ ? (-)                                                   | ? (-) ∞ ? (-)                                                   |                                            |
| Grootouders                                 | Ordoño I van Asturië (830-866) ∞ Munia (-)                      | Ordoño I van Asturië (830-866) ∞ Munia (-)                      | Ordoño I van Asturië (830-866) ∞ Munia (-)                      | Ordoño I van Asturië (830-866) ∞ Munia (-)                      | García Íñiguez (-870) ∞ Urraca Giménez (-)                      | García Íñiguez (-870) ∞ Urraca Giménez (-)                      | García Íñiguez (-870) ∞ Urraca Giménez (-)                      | García Íñiguez (-870) ∞ Urraca Giménez (-)                      | García Íñiguez (-870) ∞ Urraca Giménez (-) |
| Ouders                                      | Alfons III van Asturië (848-910) ∞ Jimena van Navarra (849-912) | Alfons III van Asturië (848-910) ∞ Jimena van Navarra (849-912) | Alfons III van Asturië (848-910) ∞ Jimena van Navarra (849-912) | Alfons III van Asturië (848-910) ∞ Jimena van Navarra (849-912) | Alfons III van Asturië (848-910) ∞ Jimena van Navarra (849-912) | Alfons III van Asturië (848-910) ∞ Jimena van Navarra (849-912) | Alfons III van Asturië (848-910) ∞ Jimena van Navarra (849-912) | Alfons III van Asturië (848-910) ∞ Jimena van Navarra (849-912) |                                            |